# Elizabeth Tunnuq
Elizabeth Tunnuq (nascida em 1928) é uma artista Inuit.
O seu trabalho está incluído nas colecções da Art Gallery of Guelph e da Government of Nunavut Fine Art Collection.